# 대한민국 형법 제132조
대한민국 형법 제132조는 알선수뢰에 대한 형법각칙의 조문이다.

## 조문
제132조(알선수뢰) 공무원이 그 지위를 이용하여 다른 공무원의 직무에 속한 사항의 알선에 관하여 뇌물을 수수, 요구 또는 약속한 때에는 3년 이하의 징역 또는 7년 이하의 자격정지에 처한다.

第132條(斡旋收賂) 公務員이 그 地位를 利用하여 다른 公務員의 職務에 屬한 事項의 斡旋에 關하여 賂物을 收受, 要求 또는 約束한 때에는 3年 以下의 懲役 또는 7年 以下의 資格停止에 處한다.

## 비교 조문
변호사법 제111조(벌칙) ① 공무원이 취급하는 사건 또는 사무에 관하여 청탁 또는 알선을 한다는 명목으로 금품·향응, 그 밖의 이익을 받거나 받을 것을 약속한 자 또는 제3자에게 이를 공여하게 하거나 공여하게 할 것을 약속한 자는 5년 이하의 징역 또는 1천만원 이하의 벌금에 처한다. 이 경우 벌금과 징역은 병과할 수 있다.
② 다른 법률에 따라 「형법」 제129조부터 제132조까지의 규정에 따른 벌칙을 적용할 때에 공무원으로 보는 자는 제1항의 공무원으로 본다.
[전문개정 2008.3.28.]

## 사례
- 피고인은 병무공무원의 병역면제 여부, 신체등급조정 등의 직무에 관하여 사실상의 영향력을 행사할 수 있는 지위에 있다고 보아야 한다[1].

## 판례

### '공무원이 그 지위를 이용하여'의 의미
- 친구, 친족관계 등 사적인 관계를 이용하는 경우에는 여기에 해당한다고 할 수 없으나, 다른 공무원이 취급하는 사무처리에 법률상이거나 사실상으로 영향을 줄 수 있는 관계에 있는 공무원이 그 지위를 이용하는 경우에는 여기에 해당하고 그 사이에 반드시 상하관계, 협동관계, 감독권한 등의 특수한 관계에 있음을 요하지 않는다[2].

## 참고 문헌
- 김재윤, 손동권, 『새로운 형법각론』, 율곡출판사, 2013. ISBN 9788997428342

## 같이 보기
- 알선수뢰죄
- 대한민국 형법 제133조
- 알선수재죄